# Howard Levy
Howard Levy (New York, 31 luglio 1951) è un armonicista, pianista, compositore e produttore statunitense.
È conosciuto soprattutto per essere uno dei membri fondatori dei Béla Fleck and the Flecktones con i quali ha vinto il Premio per la miglior performance pop strumentale nel 1997 grazie alla loro esibizione live del 1991 con la canzone The Sinister Minister.

## Biografia
Levy è stato il primo ad usare le tecniche dell'overbending e dell'overdraw nel 1970 per suonare in modo cromatico l'armonica a bocca diatonica. Questo permette al musicista di ottenere tutte le note cromatiche che vengono perdute nell'accordatura Ritcher dell'armonica diatonica.
Nel 1988 Levy contribuì alla fondazione dei Flecktones, band che lasciò nel 1993. Ha suonato in oltre 250 album e in numerose colonne sonore. Nel 2001 ha composto il secondo concerto scritto appositamente per armonica diatonica (il primo è stato il "Concerto per Bues Band e Orchestra" di William Russo) e lo ha interpretato molte volte negli Stati Uniti e in Europa. Levy è entrato a far parte nuovamente dei Flecktones in due occasioni, nel 2009 come turnista e nel 2011 per la registrazione dell'album Rocket Science.
Levy è il direttore musicale della band Latin/jazz Chévere de Chicago con la quale ha inciso l'album Secret Dream. Attualmente sta suonando con la band Acoustic Express, oltre a esibirsi in duo con il pianista Anthony Molinaro e il chitarrista Chris Siebold e ad andare in tour con Michael Riessler e Jean-Louis Matinier. Levy ha suonato in tour o registrato con Kenny Loggins, Donald Fagen, Bobby McFerrin, Sandip Burman, Dolly Parton, Dennis DeYoung, Paquito D'Rivera, Ben Sidran, Lorenzo Petrocca e Rabih Abou-Khalil.
È il fondatore della Balkan Samba Records che collabora nei progetti di Howard Levy e di altri suoi amici, quali Fox Fehling, Chévere de Chicago, e Norman Savitt.
Continua a fare frequenti apparizioni nel programma radiofonico di Garrison Keillor "Prairie Home Companion".
Insegna armonica attraverso il sito internet Howard Levy Harmonica School.
Dal 2005 Howard collabora con il Aitz Hayim Center for Jewish Living di Glencoe.

## Discografia da solista
- 1999 - The Old Country
- 1999 - Stranger's Hand
- 2004 - Cappuccino
- 2005 - Howard Levy & Paul Sprawl
- 2009 - Tonight and Tomorrow